# Talalar
Talalar är en ort i Azerbajdzjan.   Den ligger i distriktet Balakən Rayonu, i den nordvästra delen av landet, 300 km väster om huvudstaden Baku. Talalar ligger 315 meter över havet och antalet invånare är 5 028.
Terrängen runt Talalar är varierad. Närmaste större samhälle är Belokany, 2,8 km nordost om Talalar.
Omgivningarna runt Talalar är en mosaik av jordbruksmark och naturlig växtlighet. Runt Talalar är det ganska tätbefolkat, med 96 invånare per kvadratkilometer.